# كيني رايس
كيني رايس (بالإنجليزية: Kenny Rice)‏ هو معلق رياضي أمريكي، ولد في 28 يوليو 1956 في McDowell, Kentucky ‏ في الولايات المتحدة.

## وصلات خارجية
- كيني رايس على موقع IMDb (الإنجليزية)
- كيني رايس على موقع قاعدة بيانات الفيلم (الإنجليزية)